# Белозерцева, Екатерина Наумовна
Екатери́на Нау́мовна Белозе́рцева (12 декабря 1930 — 7 октября 1989) — доярка совхоза «Инкинский» (с 1943 года), Герой Социалистического Труда (1973). Награждена золотой медалью «Серп и молот», двумя орденами Ленина, орденом Трудового Красного Знамени.

## Биография
Крестьянский род Белозерцевых жил в XIX веке в селе Ново-Покровка и в соседней деревне Николаевское Верх-Ануйской волости Бийского уезда Томской губернии (ныне, с 1924 года это территория Быстроистокского района Алтайского края).
В 1930 году в селе Новопокровка в семье крестьянина Наума Белозерцева родилась дочь Екатерина. Однако в это время в стране началась политика раскрестьянивания и коллективизации, и многие верхануйские Белозерцевы в 1932 году были раскулачены (лишены всей имевшейся в семьях собственности) и высланы в Нарымский край на спецпоселение в ведение Колпашевской спецкомендатуры. Некоторых из них в 1937 и 1938 годах в Колпашевском районе вновь арестовали в новую волну массовых сталинских репрессий и расстреляли. С двухлетнего возраста девочка оказалась в числе репрессированных, не дождавшись официальной реабилитации при жизни: дети раскулаченных и сосланных, в том числе те, кто рождался уже на месте ссылки семьи, считались такими же осуждёнными, как и их родители.
Родственники вспоминали, что «…юркая, смышлёная Катерина быстро вникала во все бытовые дела, была хорошей помощницей для мамы и заботливой подружкой для своих сестёр».
Несмотря на нелёгкую жизнь семьи, Екатерина Белозерцева сумела окончить 7 классов неполной средней школы на своей новой малой Родине — в селе Инкино. В условиях лишений начавшейся Великой Отечественной войны (1941—1945), 13-летняя Екатерина пошла в 1943 году (в возрасте 13 лет) работать дояркой в местный колхоз имени Свердлова (в конце XX века был известен как совхоз «Инкинский»). Работала на ферме на соседней с селом заимке Пасека, стараясь не отставать от взрослых. Заимка встретила Екатерину холодными, малоприспособленными дворами, неуютным примитивным, с промерзающими зимой стенами, жильём. В холодные зимние дни Екатерину окружали разношёрстные коровы с сединой инея, желтоватые наросты и сосульки молока на подойниках, да докрасна натопленная печурка-железнянка в избушке. На её попечении оказалось около двух десятков коров. Первое время было особенно тяжело (доить приходилось исключительно вручную), но помогли наставницы и соратницы — Мария Колесникова, Зинаида Кокорина, Анна Сейвальд, Таисия Королёва и другие.
Екатерина справилась с работой, втянулась в быт и заботы доярки.
Окончившаяся война приподнесла неприятный сюрприз: по официальным документам она не получила статус труженика тыла и, как член семьи репрессированных, не была награждена медалью «За доблестный труд в годы Великой Отечественной войны», которую получили все «благонадёжные» колхозники.
Однако Екатерина Белозерцева не унывала, а продолжала честно и с инициативой трудиться в родном колхозе.
С годами приходил опыт, знания, накапливалось мастерство. Прилежание и добросовестное отношение к работы стали заметны партийным и колхозным руководителям. Екатерину Белозерцеву после XX съезда КПСС более не считали «репрессированной» и она обладала всеми гражданскими правами, в 1963 году вступила в ряды членов КПСС. За ответственное отношение к работе она стала поощряться правительственными наградами: в 1960-е годы её труд был отмечен орденом Трудового Красного Знамени, затем высшей наградой СССР — орденом Ленина. Пользовалась уважением и общественным признанием: неоднократно избиралась депутатом Инкинского сельсовета. По её инициативе началось соревнование доярок самых разных районов, которое освещалось в газетах области.
В год празднования 100-летнего Юбилея вождя Октябрьской революции и первого руководителя Советского государства В.И. Ленина Екатерина Белозерцева была награждена ленинской медалью (1970).
Опыт и знания как повысить продуктивность дойных коров позволили Е. Н. Белозерцевой раз за разом улучшать показатели труда, побеждать в социалистическом соревновании с коллегами из других районов Томской области. Её личное состязание с передовой дояркой совхоза «Октябрь» Томского района Н. С. Викуловой широко освещалось областной партийной прессой. Особенно высокие показатели, выдающиеся для Томской области итоги по надоям в 1972 и 1973 годах, стали основой широко обсуждавшейся победы в социалистическом соревновании лучших дояров региона. Успеху способствовало плодотворное сотрудничество с учёными Нарымской государственной селекционной станции. При этом Е. Н. Белозерцева охотно занималась наставничеством и передавала свой опыт новым молодым дояркам. В годы 9-й пятилетки (1971—1975 гг.) ею были подготовлены более 15 молодых доярок.
Указом Президиума Верховного Совета СССР от 6 сентября 1973 года, за большие успехи, достигнутые во Всесоюзном социалистическом соревновании и проявленную трудовую доблесть в выполнении принятых обязательств по увеличению производства и заготовок продуктов животноводства в зимний период 1972—1973 гг., Белозерцевой Екатерине Наумовне, доярке совхоза «Инкинский» (Томская область) присвоено звание Героя Социалистического Труда с вручением (второго) ордена Ленина и золотой медали «Серп и Молот».
С середины 1970-х годов работала бригадиром дояров Инкинской молочно-товарной фермы на заимке «Пасека». В 1980-х годах избиралась членом Колпашевского горкома КПСС.
До конца своих дней трудилась на производстве. За достижение высоких показателей во Всероссийском социалистическом соревновании в 1981 году Екатерина Белозерцева была награждена «Звёздным вымпелом имени Ю. А. Гагарина», учреждённым Отрядом космонавтов СССР. Прославленные космонавты лично прибыли в Томскую область для вручения вымпела Е. Н. Белозерцевой.
Высокий социальный статус Героя Социалистического Труда, депутата сельсовета, члена горкома партии обязывали вникать в дела простых людей, решать их насущные проблемы, заниматься бытовым и социальным развитием Инкино и инкинской фермы Пасека, а также проблемами Колпашевского района. При этом она продолжала быть членом элитного клуба доярок Томской области и наставником для молодёжи. В 1970-е годы с ней неоднократно встречался руководитель Томской области, первый секретарь Томского ОК КПСС Егор Лигачёв, интересовавшийся буднями и бытом томских доярок и возможностью распространения их передового опыта.
Екатерина Наумовна Белозерцева скоропостижно скончалась 7 октября 1989 года на 59-м году жизни.
Похоронена с почестями на кладбище села Инкино.
Её сын, Анатолий Белозерцев, за доблестный труд в агропромышленном комплексе в 1980 годы также был удостоен государственной награды: ордена «Знак Почёта». Силён род Белозерцевых русским крестьянским духом.

## Награды
- золотая медаль «Серп и Молот» Героя Социалистического Труда (06.09.1973)
- два ордена Ленина (1969 (?) и 06.09.1973)
- орден Трудового Красного Знамени (196х)
- медаль «За доблестный труд. В ознаменование 100-летия со дня рождения Владимира Ильича Ленина» (1970)
- «Звёздный вымпел имени Ю.А. Гагарина» Отряда космонавтов СССР, с вручением Вымпела «Передовому коллективу сельских тружеников»[4] и (персонально) нагрудного знака «Герои космоса — гвардейцам пятилетки»[5] (1981)
- нагрудные знаки передовика социалистических соревнований, «Ударник коммунистического труда»
- почётные грамоты за доблестный труд

## Память
- В Инкинской средней школе представлена стендовая экспозиция о героях села Инкино, в том числе стенды, посвящённые Е. Н. Белозерцевой.
- На площади села Инкино перед Инкинской средней школой установлены памятные стелы в честь инкинских героев. Одна из 3-х стел — в память об Е. Н. Белозерцевой. Па праздничным и памятным датам граждане села Инкино возлагают цветы памяти к стелам героев.
- В Колпашевском краеведческом музее (город Колпашево) представлены стендовые экспозиции, посвящённые Герою Социалистического Труда Е. Н. Белозерцевой.
- В 1990 году Томским обкомом КПСС была учреждена памятная медаль имени Е. Н. Белозерцевой для награждения передовых доярок Томской области. Медаль вручалась до 1992 года[6].
- 23 сентября 2016 года Губернатором Томской области была учреждена Региональная награда Томской области нагрудный знак отличия Лауреата «Премии Губернатора Томской области имени Героя Социалистического Труда Екатерины Белозерцевой за достижение наивысшего среднегодового надоя молока». Наименование знака отличия: «За наивысший среднегодовой надой на фуражную корову. Имени Белозерцевой Е. Н. (Томская область), 2016 Архивная копия от 2 апреля 2017 на Wayback Machine».

## Награда Томской области имени Е. Н. Белозерцевой

Нагрудный знак имени
Е. Н. Белозерцевой

23 сентября 2016 года губернатор Томской области учредил премию (с вручением нагрудного знака отличия для лауреатов) «За наивысший среднегодовой надой на фуражную корову имени Е. Н. Белозерцевой», которую полагается вручать дояркам, ударно потрудившимся в машинном доении, любой агрофирмы томского региона. Размер премии в ценах 2016 года составил 50 тысяч рублей.
28 сентября 2016 года изображение нагрудного знака было представлено на сайте Департамента социальной защиты (Администрация Томской области).
Первое награждение состоялось 29 марта 2017 года в рамках V Томского областного Сельского Схода — была награждена Татьяна Аввакумова, оператор машинного доения ЗАО «Дубровское» из Кожевниковского района, проработавшая дояркой четверть века. Средний надой рекордсменки на одну фуражную корову в 2016 году составил 8 845 килограммов (в среднем по области — 5 423 кг).